# مارسيلينهو
مارسيلينهو (بالبرتغالية: Marcelo Leite Pereira‏) (22 يونيو 1987 بريو دي جانيرو في البرازيل - ) هو لاعب كرة قدم برازيلي في مركز الهجوم. لعب مع أتلتيكو مدريد ب وسكودا زانثي ونادي أتروميتوس ونادي بني ياس ونادي فلامنغو ونادي فيتوريا ونادي كاتانيا ونادي تومبينس وKalamata F.C. ‏ ونادي أنابوليس ‏ وIpatinga Futebol Clube ‏.

## روابط خارجية
- مارسيلينهو على موقع قاعدة بيانات كرة القدم.إي يو (الإنجليزية)
- مارسيلينهو على موقع Soccerway.com (الإنجليزية)
- مارسيلينهو على موقع عالم كرة القدم.نت (الإنجليزية)